# Gefängnis Sainte-Pélagie

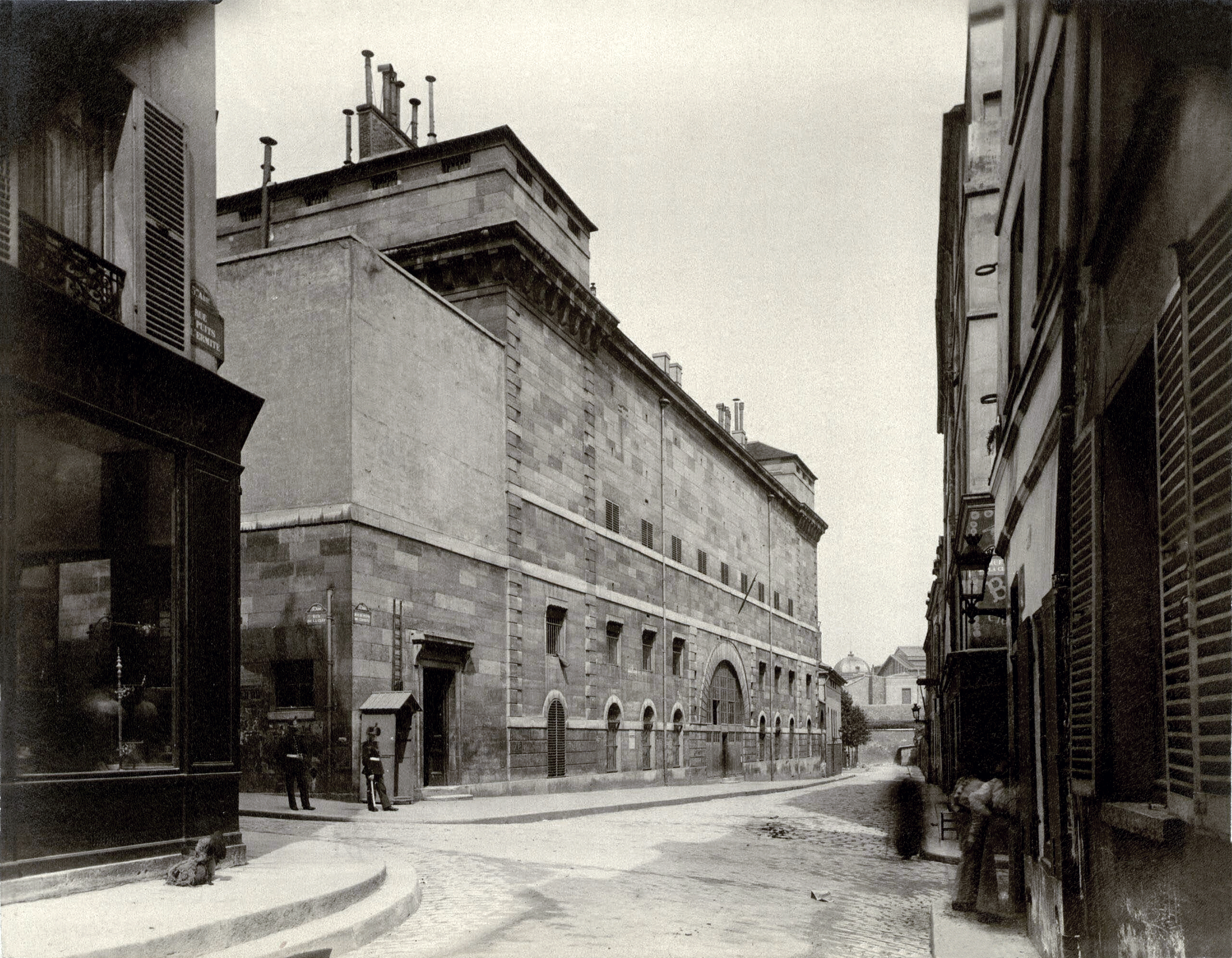
Gefängnis Sainte Pélagie (Eugène Atget 1898 BNF Gallica)

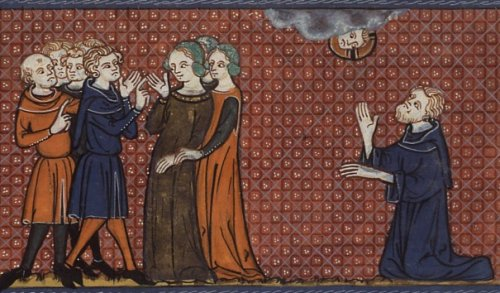
Die heilige Pelagia

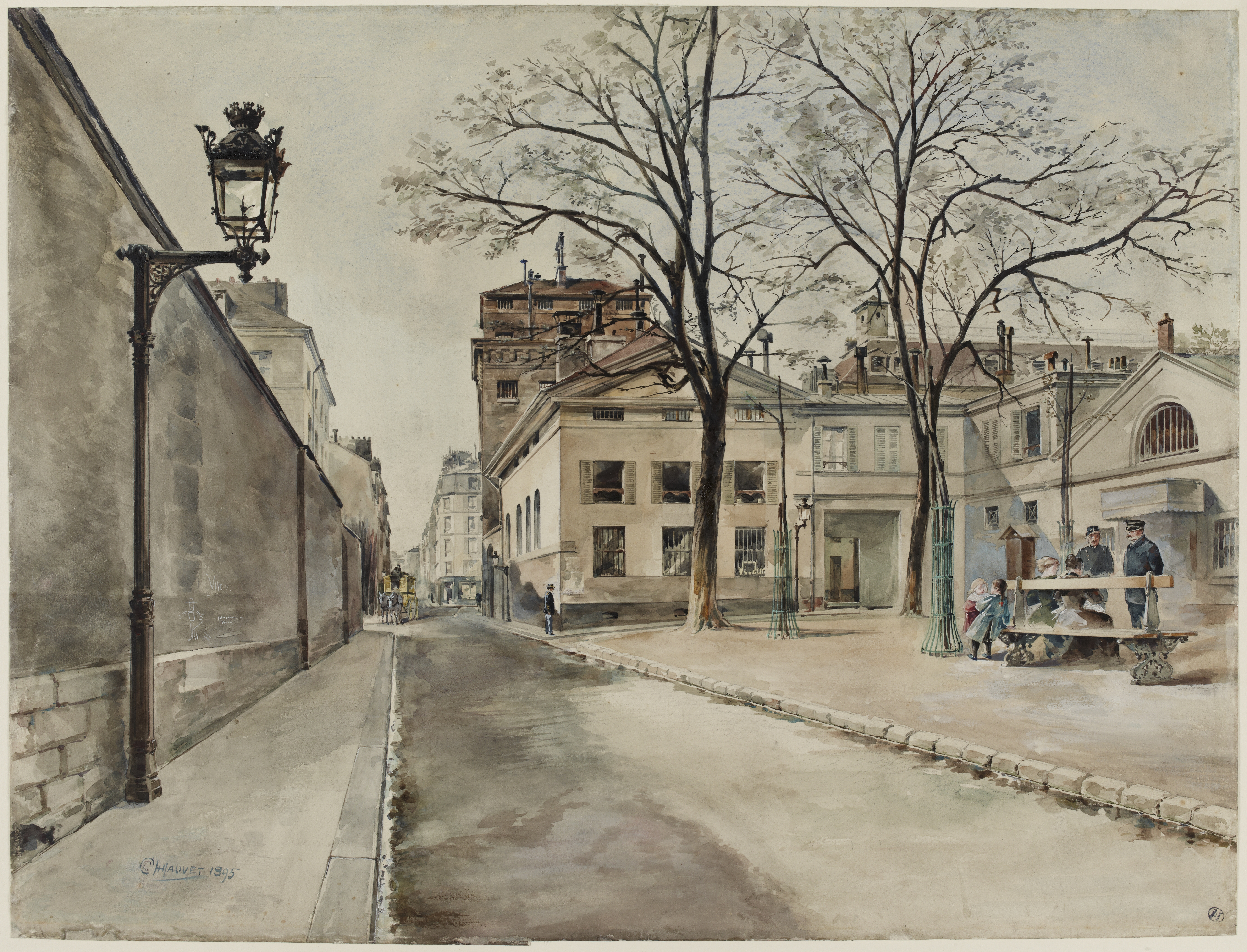
Gefängnis Sainte-Pélagie Rue de la Clef 1895

Das Gefängnis Sainte-Pélagie war eine Haftanstalt in Paris, die im 17. Jahrhundert errichtet und 1899 abgebrochen wurde.

## Lage
Es befand sich auf der Höhe der heutigen Gebäudegruppe der Rue de la Clef, an der Kreuzung mit der Rue du Puits-de-l’Ermit im fünften Arrondissement von Paris. Der Eingang des Gefängnisses befand sich auf der Höhe der heutigen Place du Puits-de-l’Ermite. Émile de La Bédollière gab 1860 in seinem Dictionnaire des besoins usuels dans Paris an, dass die offizielle Adresse des Gefängnisses Sainte-Pélagie 14, rue du Puits-de-l'Ermite lautet.

## Geschichte
Das Gefängnis wurde nach der heiligen Pelagia benannt, weil diese Heilige aus der Stadt Antiochia durch ihre Buße und ihr Martyrium berühmt wurde.
Es wurde 1662 zunächst unter dem Namen „le Refuge“ (Zuflucht) von der „Stiftung für reuige Mädchen“ gegründet und 1665 in der Rue du Puits-de-l’Ermite in Paris angesiedelt. Es wurde als Reaktion auf die Misshandlung der Insassen der Salpêtrière von Marie de Miramion konzipiert, die damals den Anweisungen von Vinzenz von Paul folgte. Le Refuge war für „reuige Mädchen“ gedacht, wurde aber bald zu einem Internierungsort für „unzüchtige Mädchen und Frauen“.
Im Jahr 1790 wurde Sainte-Pélagie zu einer Haftanstalt, die die Gefangenen der Französischen Revolution aufnahm (zuerst die Royalisten, zuletzt die Republikaner), und 1811 zum Départementsgefängnis. Zunächst als Männergefängnis betrieben, wurde Manon Roland als erste Frau inhaftiert, die sagte: „Ich die einzige Frau in diesem Kerker! Welch ein Schrecken und welche Ehre“. Da die staatlichen Repressionen dazu führten, dass Pariser Chansonniers häufig inhaftiert wurden, gründeten diese schließlich in ihrer Zelle die Goguette des Biberons, die 1825 einen Band veröffentlichte: La Marotte de Sainte-Pélagie (Die Marotte von Sainte-Pélagie). Er erlebte zwei Auflagen. Nachdem es zunächst vornehmlich als Schuldgefängnis gedient hatte, wurde Sainte-Pélagie im Februar 1831 zu einem Gefängnis für politische Gefangene bestimmt.
Die wegen Schulden inhaftierten Personen wurden 1834 in das Clichy-Gefängnis verlegt. Sainte-Pélagie selbst war überbelegt; die durchschnittliche jährliche Sterblichkeit lag zwischen 1815 und 1818 bei 4 %.
Wie bei den anderen elf Pariser Gefängnissen galt auch hier: „Man darf die Gefangenen zweimal pro Woche, donnerstags und sonntags, mit Hilfe einer Genehmigung besuchen, die man beim 3. Büro der 1. Abteilung der Polizeipräfektur von Paris beantragen muss. Nur die Eltern sind erlaubt“.
Am Sonntag, dem 1. April 1832, brach unter den Häftlingen eine Revolte aus, die von mehreren Sektionen der Société des amis du peuple unterstützt wurde; sie forderte einen Toten, den Buchdrucker Jacobeus.

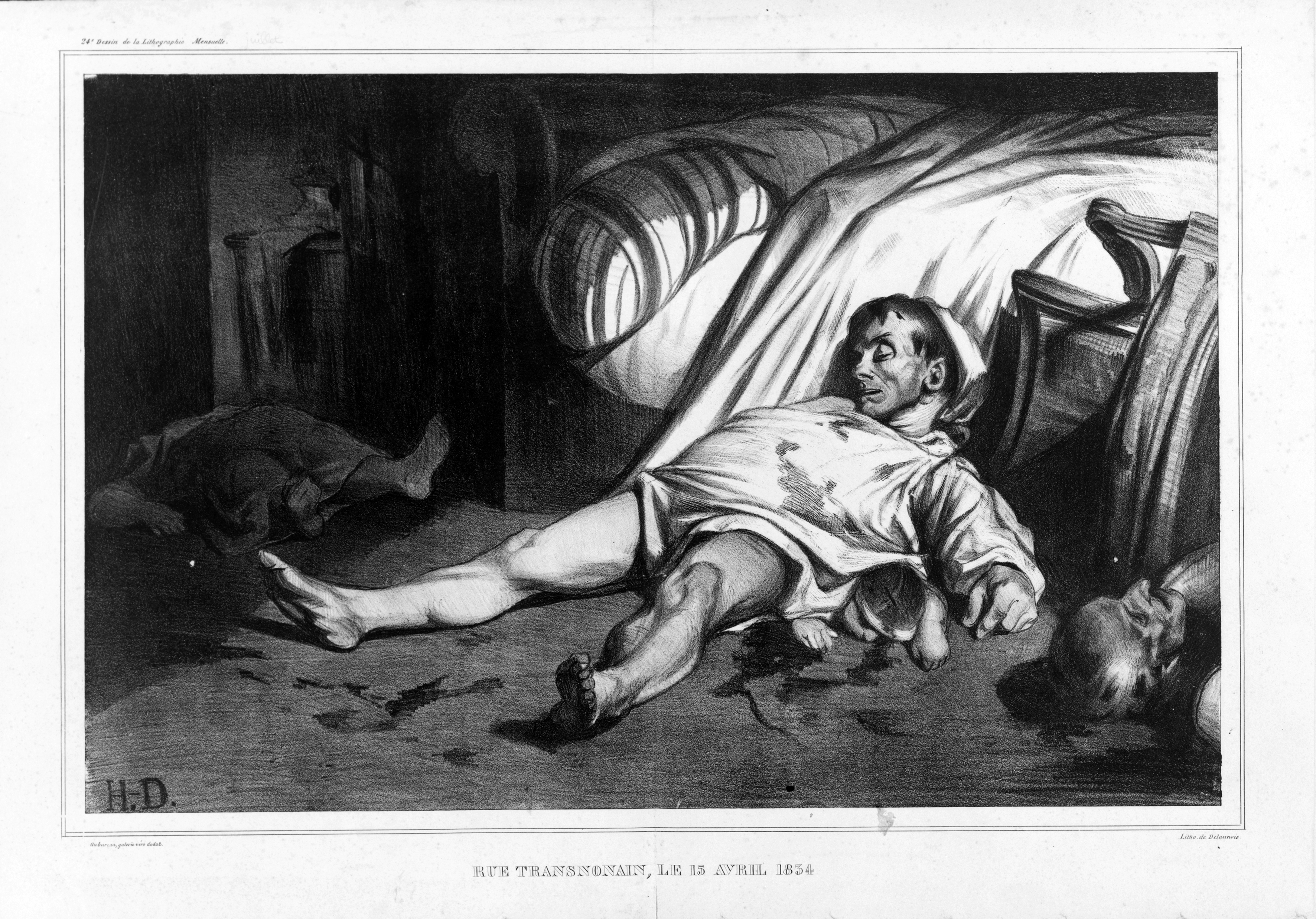
Honoré Daumier, Massacre de la rue Transnonain

In den folgenden Jahren widmete sich die ehemals geheime Société des droits de l’homme (Gesellschaft für Menschenrechte) ihren Überzeugungen entsprechend der Aufrechterhaltung der republikanischen Agitation gegen die Julimonarchie. Ihre führenden Köpfe waren François Arago und Étienne Arago, Louis Blanc, Victor Schœlcher, Alexandre Ledru-Rollin, Auguste Blanqui und Godefroy Cavaignac. Sie organisierten die Krawallnacht vom 15. April 1834, in der alle Bewohner eines Hauses in der Rue Transnonain, von dem ein Schuss ausgegangen war, von der Armee massakriert wurden. Dieses Ereignis inspirierte Honoré Daumier zum Massaker in der Rue Transnonain, einer berühmten Zeichnung. Am 16. April wurden 164 „Verschwörer“ verhaftet und ohne Gerichtsverfahren nach Sainte-Pélagie überführt. Barbès und Cavaignac organisierten am 12. Juli 1835 aus dem Gefängnis heraus die „große Flucht“, indem sie mit 26 anderen der 164 „Verschwörer“ aus diesem als „unpassierbar“ geltenden Pariser Gefängnis ausbrachen.
Das Gebäude wurde unhygienisch und wurde schließlich zwischen Juni 1899 und Februar 1900 abgerissen. Évariste Galois hatte es bei seiner zweiten Inhaftierung wie folgt beschrieben: „Ein ebenso massives wie abweisendes Tor, meterdicke Mauern, die mit dem Schrecken der dunklen Korridore konkurrieren, die Schmutz, Kälte und Verzweiflung ausstrahlen. Alles hier riecht nach Tod! Dante muss hier gewesen sein, um seine Hölle zu schreiben“.

## Berühmte Gefangene
- Étienne Arago (1802–1892), Dramatiker und Schriftsteller. Unklar; möglicherweise am 16. April nach der „Krawallnacht“ inhaftiert.
- Louis-Rémy Aubert-Roche[11] (1810–1874), Mediziner. 1853 zusammen mit Proudhon wegen seiner Artikel in republikanischen Zeitungen zu drei Monaten Gefängnis verurteilt.
- François-Xavier Audouin[12] (1765–1837), Politiker und Schriftsteller. Er wurde am 21. Floreal des Jahres II (10. Mai 1794) verhaftet, als Opfer von Robespierres letzten Operationen gegen die letzten Sansculotten. In Sainte-Pélagie (wo er dauerhaft in Einzelhaft blieb) verfasste er eine Schrift, die berühmt wurde: À l’intérieur des maisons d’arrêt (Über das Innere der Arresthäuser).
- Zo d’Axa (1864–1930), Anarchist und Journalist. 1893 bis 1894 18 Monate als Anarchist. Die Haft wurde vollzogen, da er sich geweigert hatte, ein Gnadengesuch zu stellen.
- Armand Barbès (1809–1870), Politiker. Am 16. April 1834 nach der „Krawallnacht“ verhaftet, geflohen am 12. Juli.
- Jeanne Bécu, Madame du Barry (1743–1793), Mätresse Ludwigs XV. Am 22. September 1793 in das Gefängnis verlegt und nach einem Zwischenaufenthalt in der Conciergerie am 8. Dezember 1793 hingerichtet.
- Pierre-Jean de Béranger (1780–1857), Chansonnier. Drei Monate Haft 1821 bis 1822 wegen Spottliedern auf Kirche und König.
- Félix-Julien-Jean Bigot de Préameneu (1747–1825), Jurist und Minister. Als Gegner Robespierres 1794 sechs Monate inhaftiert.
- Auguste Blanqui (1805–1881), sozialistischer Revolutionär. Nach mehreren Gefängnisstrafen wurde er 1861 erneut verhaftet, zu vier Jahren Gefängnis verurteilt und in Sainte-Pélagie eingesperrt, von wo er 1865 floh.
- Aimé Picquet du Boisguy[13] (1776–1839), königstreuer General der Chouannerie. Als Gegner Napoleons inhaftiert nach dessen Rückkehr aus Elba und freigelassen nach Napoleons endgültigem Sturz.
- Nicolas de Bonneville (1760–1828), Publizist. 1797 inhaftiert, weil er Napoleon in einer Zeitung mit Oliver Cromwell verglichen hatte.
- Armand Carrel (1800–1836), Journalist und Schriftsteller. Von 1834 bis 1835 wegen seiner Schriften gegen die Juli-Monarchie inhaftiert.
- Jules-Antoine Castagnary (1830–1888), Journalist. 1866 zwei Wochen Haft wegen anstößiger Artikel.
- Godefroi Cavaignac[14] (1801–1845), Journalist und Schriftsteller. Inhaftiert am 16. April 1835 nach der „Krawallnacht“, entflohen am 12. Juli.
- Michel Chevalier (1806–1879), Ökonom. 1832 sechs Monate als Herausgeber des Saint-simonistischen und als regierungsfeindlich angesehenen Le Globe.
- Émile Chodruc-Duclos[15] (1780–1842), Royalist. Infaftiert nach seiner Gefangennahme in der Vendée.
- Jean-Baptiste Clément (1836–1903), Chansonnier. Wegen Presseartikeln 1868 inhaftiert.
- Louise Contat (1760–1813), Schauspielerin. Als königstreu verdächtigt 1793 zehn Monate Haft.
- Gustave Courbet (1819–1877), Maler. Er wurde am 7. Juni 1871 verhaftet und zu sechs Monaten verurteilt, weil er als gewählter Vertreter des Rates der Pariser Kommune an der Zerstörung der Vendôme-Säule mitgewirkt haben soll.
- Gustave Chaudey (1817–1871), Politiker. Als Gegner der Pariser Kommune 1871 inhaftiert und hingerichtet.
- Gustave Paul Cluseret (1823–1900), General. 1868 wegen regierungskritischer Artikel in der Zeitschrift L’Art verhaftet und anschließend verbannt.
- Théodore Combalot[16] (1797–1873), katholischer Priester. 1843 fünfzehn Tage Haft wegen aufrührerischer Schriften.[17]
- Paul-Louis Courier (1772–1825), Pamphletist. 1821 wegen eines Pamphlets namens Simple Discours zu zwei Monaten Haft verurteilt.
- Honoré Daumier (1808–1879), Maler und Bildhauer. 1832 sechs Monate wegen seiner Karikaturen.
- Émile Debraux[18] (1798–1831), Chansonnier. 1822 ein Monat wegen einer Liedersammlung.
- Louis Desprez (1861–1885), Schriftsteller. 1885 ein Monat Haft wegen pornographischer Literatur.
- Médard Desprez (1764–1842), Bankier. 1807 wegen Schulden, die er bei der Verwaltung von Staatsfirmen erlitten hatte.
- Édouard Drumont (1844–1917), Journalist und Politiker. Ende 1892 bis 1893 dreimonatige Haft wegen Beleidigung des Abgeordneten Auguste Burdeau.
- Édouard Ducret[19] (1854–1900), Journalist. Ab August 1893 ein Jahr Haft wegen einer auf Fälschungen beruhenden Verleumdungskampagne gegen Georges Clemenceau.
- Charles Duveyrier[20] (1803–1866), Dramatiker. 1832 sechs Monate Haft wegen „Angriffs auf die Moral“.
- Barthélemy Prosper Enfantin (1796–1864), Philosoph. 1832 im Rahmen der Saint-Simonisten-Verfolgung zu einem Jahr verurteilt.
- Émile Eudes (1843–1888), Kommunarde. 1870 zum Tode verurteilt, in Sainte-Pélagie inhaftiert und nach der französischen Niederlage bei Sedan amnestiert.
- Évariste Galois (1811–1832), Mathematiker. 1831 stieß Évariste bei einem republikanischen Bankett mit einem Messer in der Hand einen Toast aus: „Auf Louis-Philippe, wenn er Verrat begeht!“ und wurde wegen Aufruf zum Königsmord verhaftet. Vom Gericht wurde er freigesprochen.
- Alfred Léon Gérault-Richard[21] (1860–1911), Politiker. Mehrere Aufenthalte in Sainte-Pélagie, zuletzt wegen Beleidigung des Präsidenten (À bas Casimir ! in der Zeitschrift Le Chambard socialiste).
- Charles Gille (1820–1856), Chansonnier. Sechs Monate 1846 wegen illegaler Aktivitäten in einer Goguette. Später brüstete sich Gille damit, „seinen eigenen Polizeibeamten zu haben, der ihm überall hin folgte und den er sogar zum Trinken einlud“.[22]
- Arthur de Gobineau (1816–1882), Schriftsteller. 1813 inhaftiert, weil er Jules de Polignac zur Flucht verholfen hatte.
- Pierre Gosset[A 2] (1764–1844), Priester. Als zunächst gegen die Revolution und später gegen Napoleon opponierender Priester auf Betreiben Fouchés 1805 eingesperrt.
- Paschal Grousset (1844–1909), Politiker und Schriftsteller. Einkerkerung 1870 im Umfeld eines  Duells zwischen Pierre Napoleon Bonaparte und Grousset, bei dem Bonaparte Groussets Sekundanten Victor Noir erschoss.
- Jules Guyot (1807–1872), Wissenschaftler. 1831 als Oppositioneller inhaftiert.
- Fortuné Henry[23] (1821–1882), Journalist. Er galt als Gegner von Napoleon III. und wurde nach dem Staatsstreich vom 2. Dezember 1851 im Gefängnis Sainte-Pélagie interniert.
- Antoine Jay (1770–1854), Schriftsteller. Ein Monat Haft 1820 wegen liberaler Tendenzen in einem literarischen Werk.
- Maurice Joly (1829–1878), Schriftsteller. 15 Monate 1865 wegen Verleumdung des Kaisers.
- Florian de Kergorlay[24] (1769–1856), Politiker und Pair von Frankreich. Von November 1830 bis Mai 1831 und von Oktober 1835 bis Februar 1836 in Sainte Pélagie inhaftiert, weil er seine Opposition gegen das Regime der Julimonarchie zum Ausdruck gebracht hatte.
- Jean-Jacques Koechlin[25] (1776–1834), Industrieller. 1822 zwölf Monate wegen Majestätsbeleidigung.
- Marie-Anne de Lachassaigne (1747–1820), Schauspielerin. 1793 als „Schauspielerin des Königs“ fünf Monate inhaftiert.
- Mademoiselle Lange (1772–1825), Schauspielerin. Sie wurde 1793 nach den Aufführungen von Paméla ou la Vertu récompensée von François de Neufchâteau zusammen mit anderen Schauspielern eingekerkert.[26]
- Paul Lafargue (1842–1911), Sozialist und Arzt. Von 1883 bis 1885 wegen revolutionärer Propaganda inhaftiert.
- Félicité de Lamennais (1782–1854), Priester und Philosoph. 1841 zu einem Jahr Haft als Regierungsgegner verurteilt.
- Sosthène de La Rochefoucauld, Duc de Doudeauville[27] (1785–1864). Der Legitimist Sosthène de La Rochefoucauld war in den Kreisen, in denen er verkehrte, gegen die Julimonarchie. Er wurde wegen seiner 1832 veröffentlichten Broschüre Aujourd’hui et demain (Heute und Morgen) strafrechtlich verfolgt. Sosthène de La Rochefoucauld wurde 1833 drei Monate lang im Gefängnis von Sainte-Pélagie inhaftiert.
- Louis Lemercier de Neuville[28] (1830–1918), Journalist. Wegen illegaler Verwendung geschützter Werke in seiner Zeitung La Muselière, journal de la décadence intellectuelle, die dadurch nur zwei Auflagen erlebte.[A 3]
- Jules Lermina[29] (1839–1915), Schriftsteller und Journalist. Als er am 28. April 1870 eine Versammlung in den Folies-Bergère leitete, verlas er eine heftige Anklageschrift gegen den Kaiser, der des Mordes für schuldig befunden und symbolisch zu lebenslanger Zwangsarbeit verurteilt wurde. Dafür erhielt er zwei Jahre.
- Prosper-Olivier Lissagaray (1838–1901), Journalist und Kommunarde. Anfang 1870 wegen „Beleidigungen gegen die Personen des Kaisers und der Kaiserin“ inhaftiert.
- Charles Longuet (1839–1903), Journalist. Unklar, vermutlich Haft von 1864 bis 1865.[30]
- Claude François de Malet (1754–1812), General. Als Verschwörer gegen Napoleon 1808 inhaftiert.
- Jean-Baptiste Marino[31] (1767–1794), Revolutionär. Im Mai 1794 wegen angeblicher Mitschuld an einem Anschlag auf den Nationalkonvent verhaftet, im Juni hingerichtet.[32]
- Joséphine Mézeray (1774–1823), Schauspielerin. Sie wurde 1793 nach den Aufführungen von Paméla ou la Vertu récompensée von François de Neufchâteau zusammen mit anderen Schauspielern eingekerkert.[26]
- Honoré Muraire (1750–1837), Politiker. Als königsnah 1792 oder 1793 inhaftiert.
- Charles Nodier (1780–1844), Schriftsteller. 36 Tage Haft 1804, weil er die antinapoleonistische Ode la Napoléone veröffentlicht hat.[33]
- Gérard de Nerval (1808–1855), Schriftsteller. Februar 1832 wegen nächtlicher Ruhestörung.
- Gabriel-Julien Ouvrard (1770–1846), Bankier. 1809 wegen Schulden inhaftiert.
- Jean-Jacques Pillot[34] (1808–1877), Schriftsteller. Er wurde wegen des Verdachts, gegen die Monarchie konspiriert zu haben, von Juni 1839 bis Februar 1840 eingesperrt.
- Émile Pouget (1860–1931), Anarchist. Mehrere Gefängnisaufenthalte wegen Veröffentlichungen in seiner anarchistischen Zeitschrift Le Père Peinard.
- Pierre-Joseph Proudhon (1809–1865), Sozialist. Im März 1849 wurde er wegen „Beleidigung des Präsidenten der Republik“ für drei Jahre in Sainte-Pélagie inhaftiert (vom 7. Juni 1849 bis zum 4. Juni 1852).
- Mademoiselle Raucourt (1756–1815), Schauspielerin. Sie wurde 1793 nach den Aufführungen von Paméla ou la Vertu récompensée von François de Neufchâteau zusammen mit anderen Schauspielern eingekerkert.[26]
- Élisée Reclus (1830–1905), Geograph und Anarchist. Vermutlich als Kriegsgefangener in Sainte-Pélagie.
- Louis-Xavier de Ricard (1843–1911), Schriftsteller. Drei Monate Haft wegen Beleidigung der guten Sitten.
- Baron de Richemont[35] (1788–1853), Hochstapler. Er behauptete, Ludwig XVII. zu sein, war zwischen 1833 und 1835 in Sainte-Pélagie eingesperrt, als er mit zwei anderen Häftlingen aus dem Gefängnis ausbrach. Er wurde 1834 wegen Verschwörung gegen die Staatssicherheit und mehrerer Pressedelikte zu einer zwölfjährigen Zuchthausstrafe verurteilt und kam 1840 in den Genuss einer königlichen Amnestie.
- Jean Richepin (1849–1926), Schriftsteller. Er wurde nach der Veröffentlichung von La Chanson des gueux (1876) zu einem Monat Gefängnis wegen Beleidigung der guten Sitten verurteilt.
- Hubert Robert (1733–1808), Maler. Während der Revolution 1793 inhaftiert.
- Henri Rochefort (1831–1913), Politiker. Als Regierungsgegner 1870 sechs Monate inhaftiert.
- Madame Roland (1754–1793), Person der französischen Revolution. Als Girondistin 1793 verhaftet und hingerichtet.
- Jean-Antoine Roucher (1745–1794), Schriftsteller. Als Monarchist eingesperrt.
- Marquis de Sade (1740–1814), Schriftsteller. Am 5. März 1801 wurde Sade verhaftet, in Sainte-Pélagie eingesperrt und am 9. März 1803 als unheilbar verrückt nach Charenton verlegt.
- Henri de Saint-Simon (1760–1825), Autor. Wegen verdächtiger Umtriebe mit preußischen Diplomaten während der Revolution in Haft.
- Jules Vallès (1832–1885), Schriftsteller. Als Gründer der oppositionellen Wochenzeitung La Rue wurde er zweimal in Sainte-Pélagie interniert, 1868 wegen zweier Artikel, die in Le Globe und Le Courrier de l’intérieur erschienen waren.
- Caroline Vanhove (1771–1860), Schauspielerin. Sie wurde 1793 nach den Aufführungen von Paméla ou la Vertu récompensée von François de Neufchâteau zusammen mit anderen Schauspielern eingekerkert.[26]
- Eugène François Vidocq (1775–1857), Krimineller und Kriminalist. Er wurde 1837 zu einem Jahr Haft verurteilt, wurde aber kurz darauf freigesprochen.
- Michel Zévaco (1860–1918), Journalist. Er forderte den Innenminister Constans zu einem Duell heraus, woraufhin er wegen „Anstiftung zum Mord“ vor Gericht geladen wurde. Er wurde zu vier Monaten Gefängnis und tausend Francs Geldstrafe verurteilt und vom 25. April bis zum 25. August 1889 in Sainte-Pélagie inhaftiert.

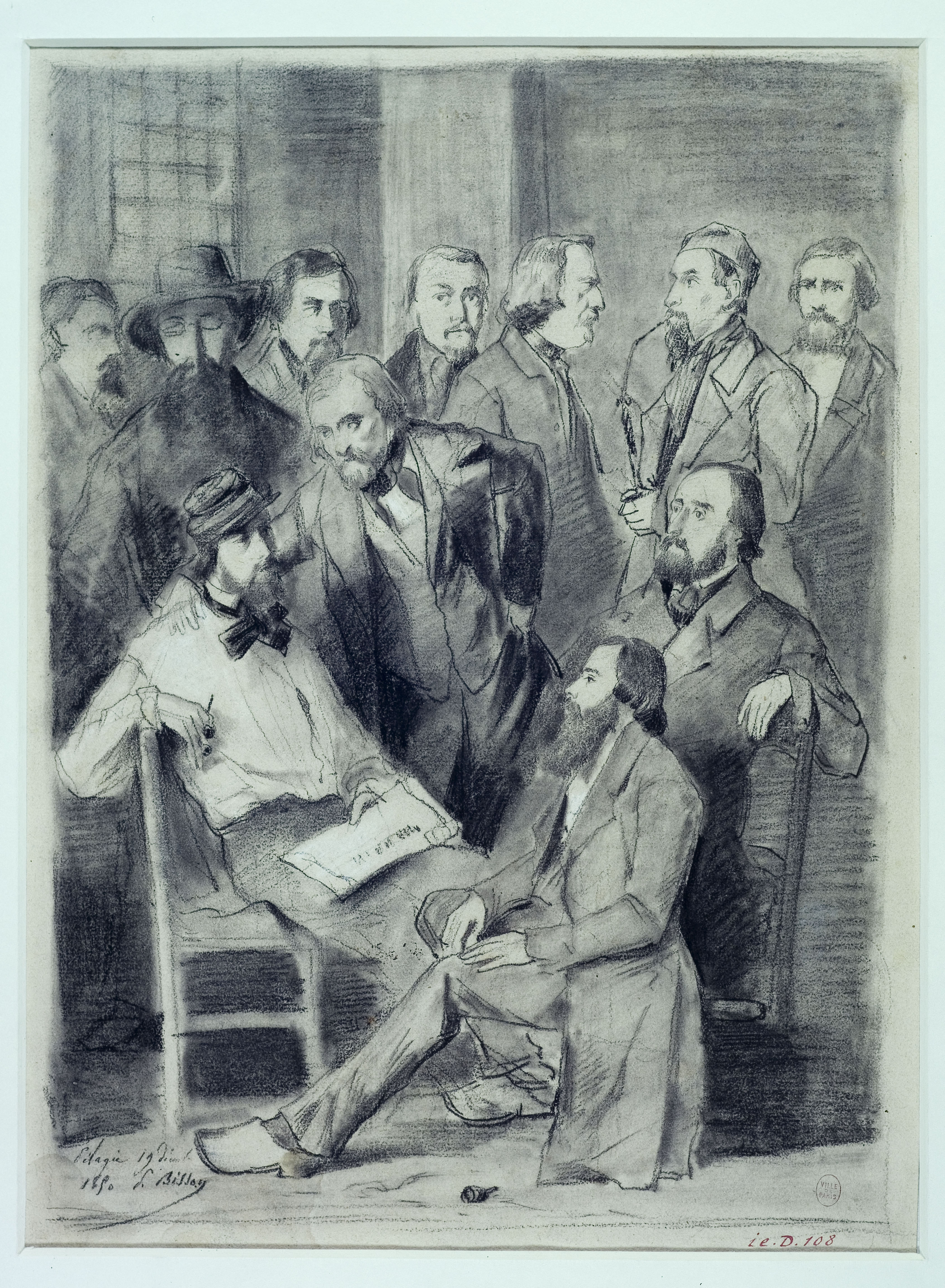
Gefangene in Sainte Pélagie en 1850 (L. Bisson)
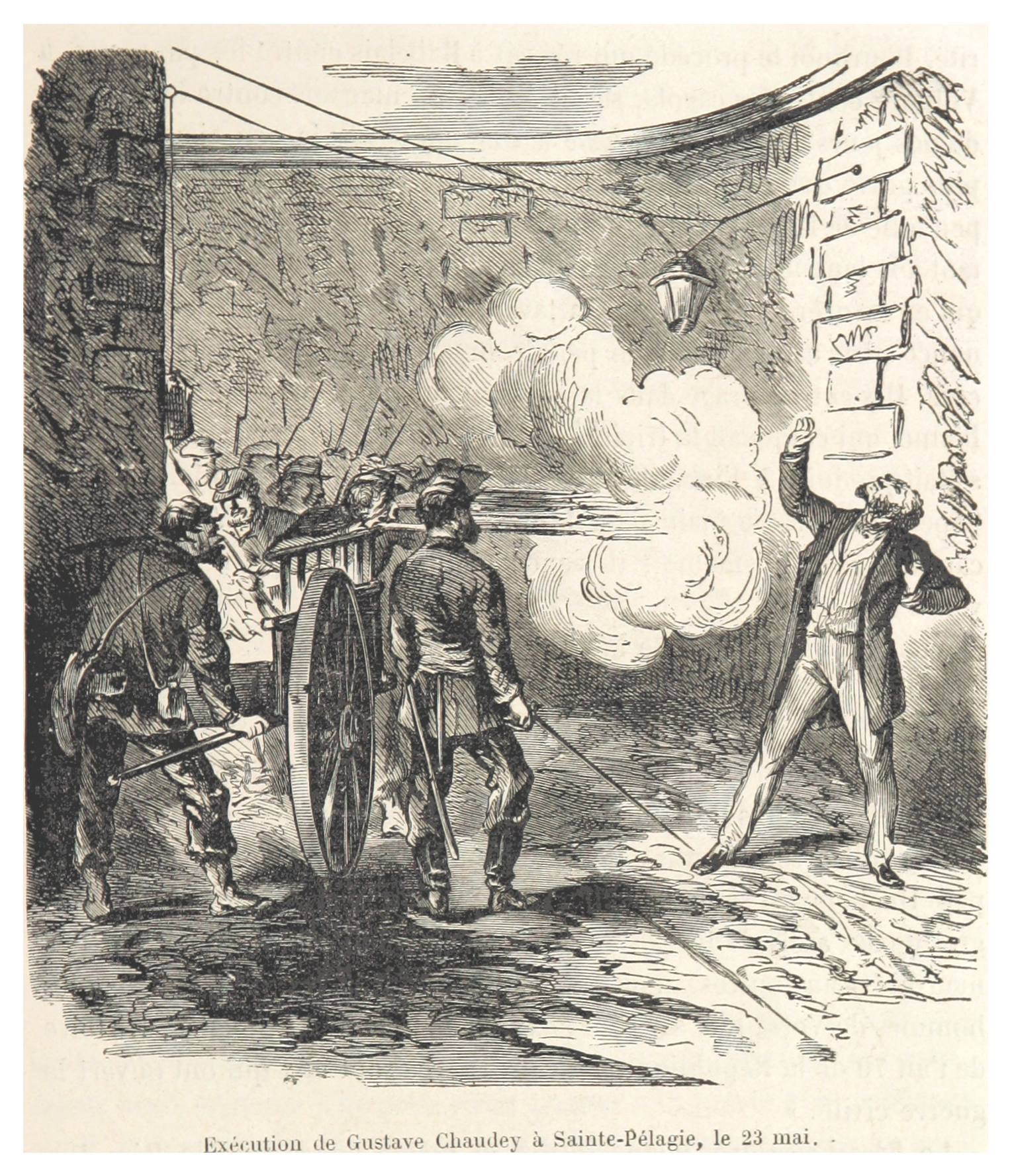
Hinrichtung Gustave Chaudeys 1871, Fotomontage von Eugène Appert
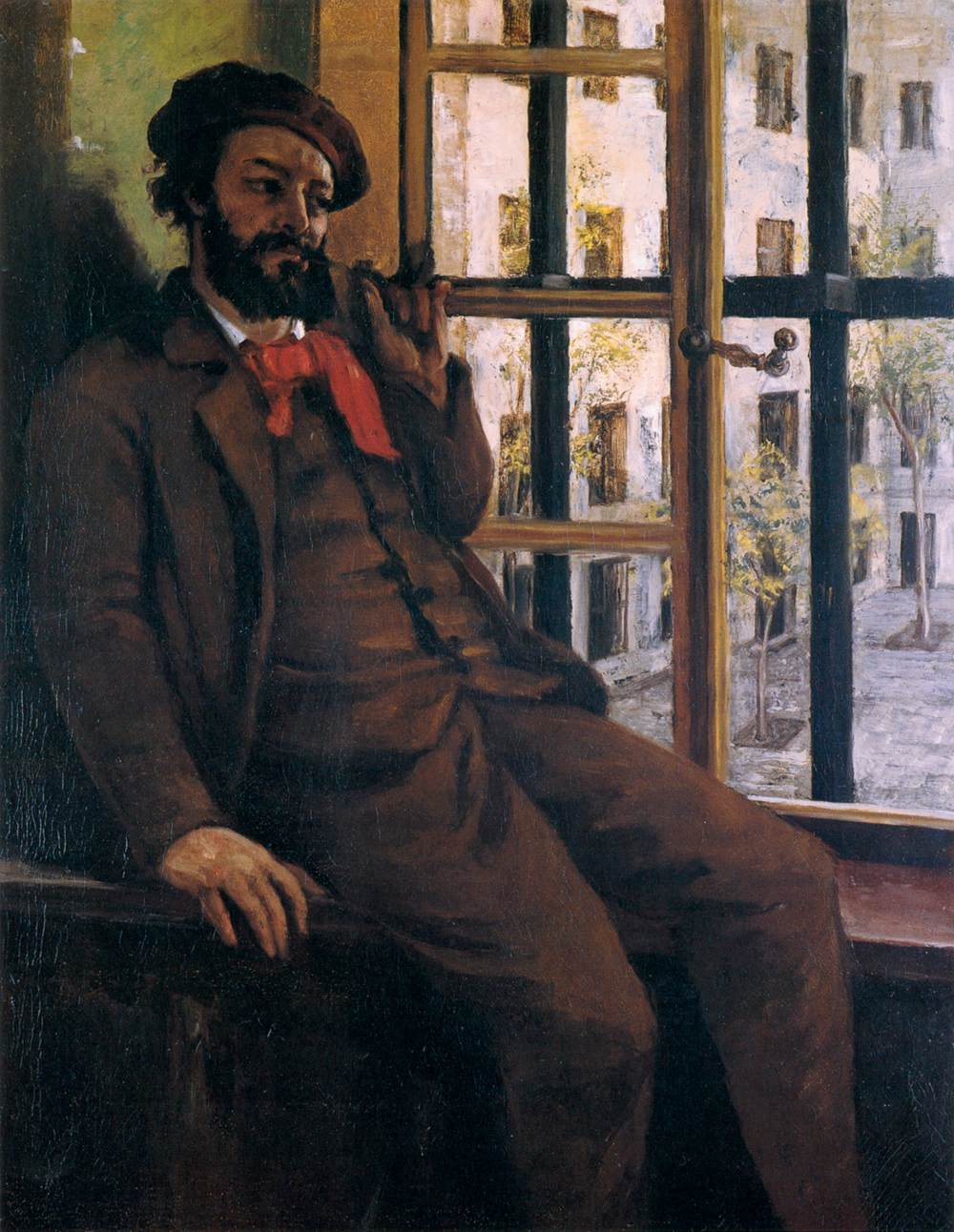
Gustave Courbet, Selbstportrait in Sainte-Pélagie
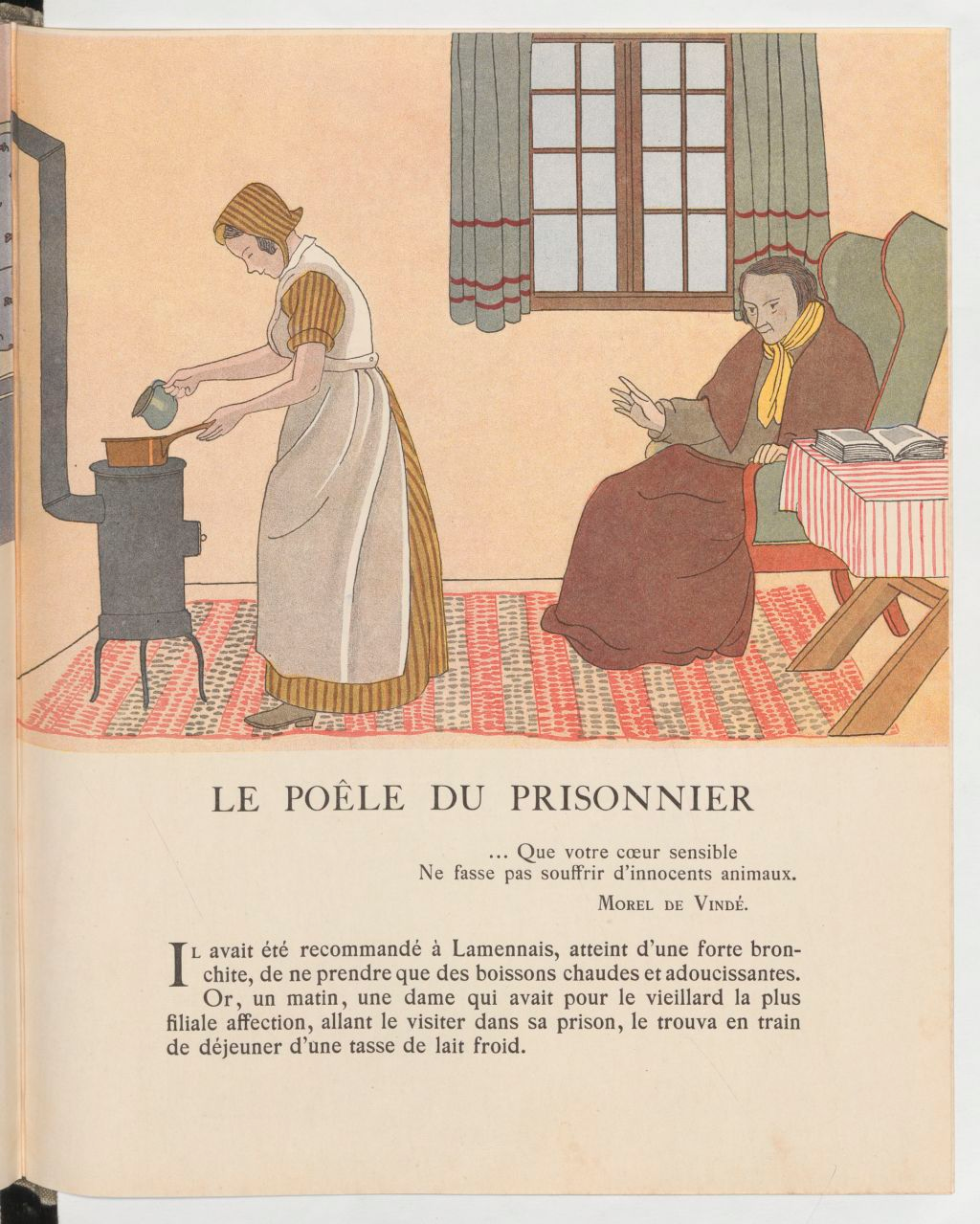
Lamenais im Gefängnis, illustriert von Marie-Madeleine Dauphin
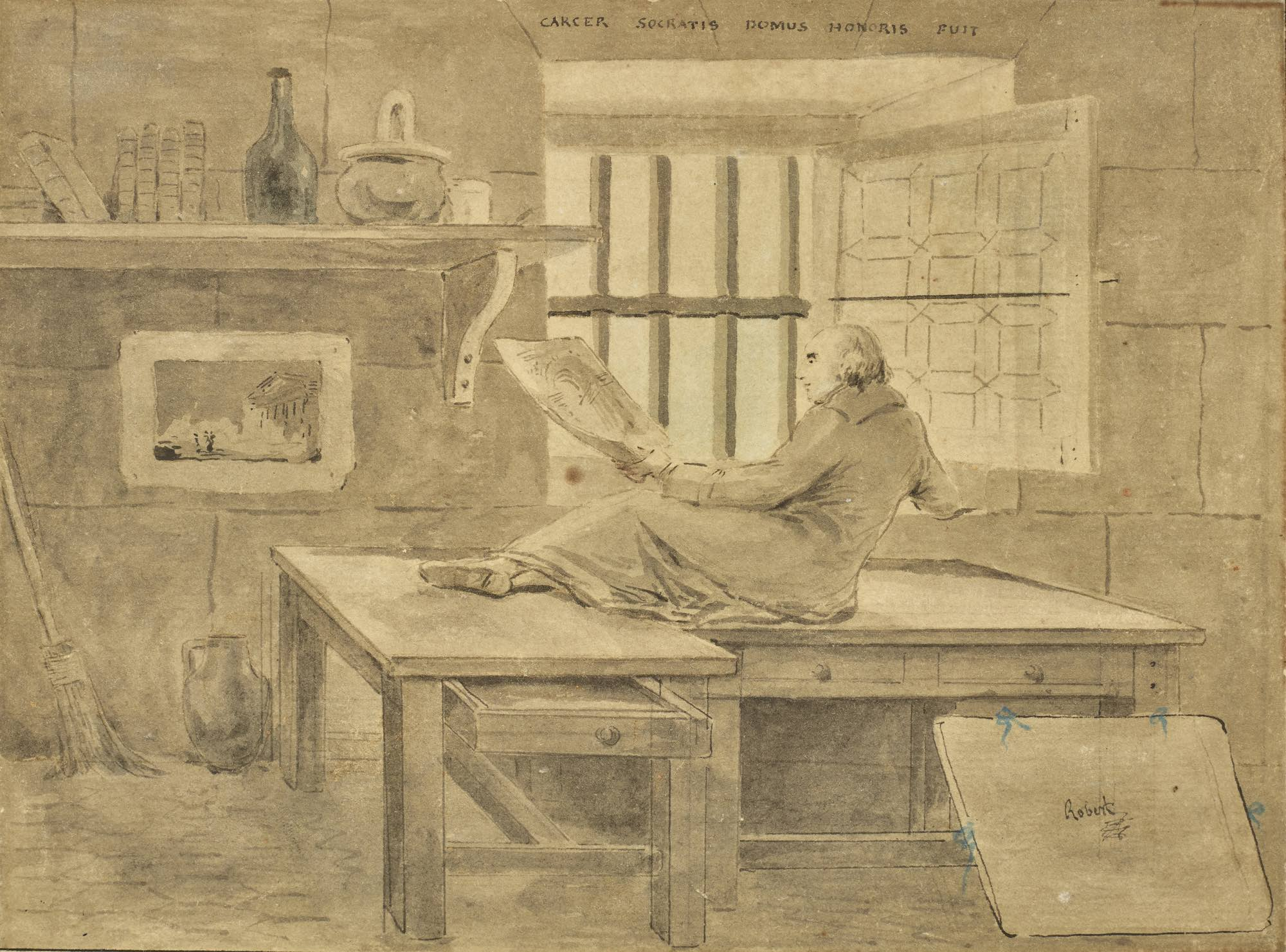
Hubert Robert, Selbstbildnis im Gefängnis, Ort unbekannt
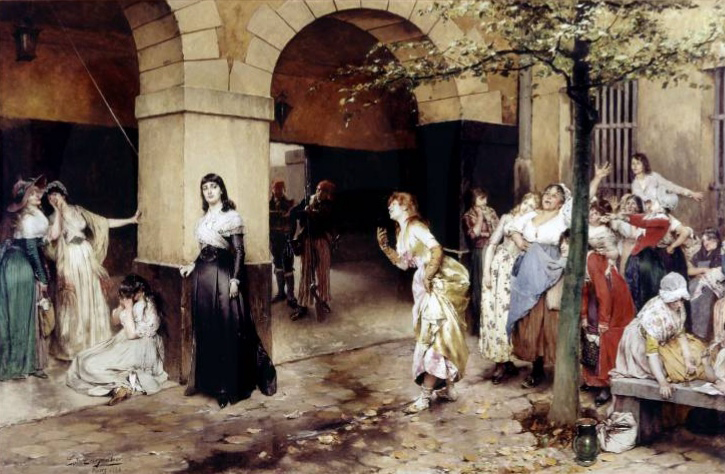
Die Gefangenen machen sich im Gefängnis Sainte-Pélagie (Paris) über Madame Roland lustig. Öl auf Leinwand von Évariste Carpentier im Revoltella-Museum, Triest (Italien), 1886.